# Sean Newcomb
Sean William Newcomb (né le 12 juin 1993 à Brockton, Massachusetts, États-Unis) est un lanceur gaucher des Braves d'Atlanta de la Ligue majeure de baseball.

## Carrière
Sean Newcomb joue à l'université de Hartford et lance un match sans coup sûr contre les Bulldogs de Yale le 24 mars 2012 à son premier match pour les Hawks, l'équipe de son établissement scolaire,. Promis à un bel avenir, Newcomb est le 15e athlète sélectionné au total lors du repêchage amateur de 2014 et est le choix de premier tour des Angels de Los Angeles. Il accepte des Angels un contrat qui lui vaut une prime à la signature de 2,518 millions de dollars.
Il fait ses débuts professionnels en 2014 dans les ligues mineures avec un club affilié aux Angels. 
Le 12 novembre 2015, les Angels de Los Angeles échangent aux Braves d'Atlanta Sean Newcomb, le lanceur droitier des ligues mineures Chris Ellis et l'arrêt-court Erick Aybar en retour du joueur d'arrêt-court Andrelton Simmons et du receveur des ligues mineures Jose Briceno.
Sean Newcomb fait ses débuts dans le baseball majeur avec Atlanta le 10 juin 2017. En 6 manches et un tiers lancées face aux Mets de New York, il réussit 7 retraits sur des prises mais est le lanceur perdant, écopant d'une défaite en raison d'un seul point non mérité accordé à l'adversaire.